# علي اليافعي
ممثل ومخرج ومؤلف يمني مشهور، يعتبر من مؤسسي المسرح في اليمن ومن كبار ممثليه.

## النشأة والبداية
ولد علي يافعي في مديرية لبعوس يافع،محافظة لحج عام 1946، نشأ في قريته وبعد إتمامه الكتاب والقران الكريم ابتعثه والده للدراسة في عدن عند أعمامه وهناك أكمل دراسته.

### الحياة الفنية
كان أول ظهور له في المسرح في نادي الحسيني بعدن عام 1964 ومنها بدأ مشواره المسرحي والفني، ويعتبر من مؤسسي المسرح الحديث عام 1969 والمسرح الوطني بعدن عام 1976، وهو كذلك من مؤسسي اتحاد الفنانين عام 1975 وفرقة المهرة عام 1981
- حاصل على دورة في الإخراج المسرحي في ألمانيا عام 1978.
- عين قائد لفرقة المسرح الوطني 1979م
- عين مدير لادارة المسارح في عدن عام 1989م ولايزال

## من مشاركاته
- مؤلف وممثل مسرحية الرفض في مهرجان الشباب العربي في ليبيا 1975م
- مهرجان موسكو السينمائي 1987م
- ممثل في مسرحية في البدء كان القربان بمهرجان بغداد الأول في 1988م
- ممثل في مسرحية العاشق والسنبلة بمهرجان دمشق في 1988م
- ممثل في مسرحية طاهش الحوبان بمهرجان بغداد الثاني عام 1990م
- مؤلف وممثل مسرحية الحكمة يمانية في مهرجان بغداد الثالث عام 1992م
- الام عام 1975م / طائر الشوق عام 1995م / اللقاء العظيم عام 1995م
- ممثل في مسرحية الهوية المفقودة بمهرجان القاهرة التجريبي 1996م
- اخرج مسرحية المربع الأرجواني بمهرجان القاهرة التجريبي 1999م
- ممثل في مسرحية الجاروف بمهرجان القاهرة 2004م
- شارك في كل المهرجانات اليمنية في صنعاء وعدن ورئيس مهرجان ليالي عدن المسرحية
- حاصل على عدة جوائز في التأليف والإخراج والتمثيل

## أعمال

### أعمال مسرحية
ألف العديد من الأعمال المسرحية منها
- واحد واحد عام 1987م
- الحكمة يمانية عام 1999م
- المحاكمة عام 1993م
- مواضيع عام 1995م
- رسالة إلى السيد الي عام 1996م
- افراح الشعب عام 1997م
- عيال ابليس عام 2005م.
- كما شارك في التمثيل بمسرحية التركة.

### أعمال إذاعية
تنوعت ما بين التأليف والتمثيل والإخراج منها:
- العقد الفريد 3 اجزاء
- مذكرات صائم
- يوميات رمضان
- المنصور عبر العصور
- الأرض
- مستر عويضان
- شوربان الجديد
- الرهينة
- صنعاء مدينة مفتوحة
- من ملفات القضاء.

### أعمال تلفزيونية
- أيام العز
- البخيل
- عدالة السماء
- موال الصمت
- الحنين
- أحلام في الأفق
- عيد وعيد.
- العرس.
- فيلم القارب